# Felix Götze
Felix Götze (Memmingen, 11 februari 1998) is een Duits voetballer die bij voorkeur als vleugelverdediger speelt. Hij stroomde in 2017 door vanuit de jeugd van Bayern München. Sedert 1 juli 2018 staat hij onder contract bij FC Augsburg. Felix is de jongere broer van Mario Götze, speler bij Eintracht Frankfurt.

## Clubcarrière
Götze voetbalde in de jeugd van Borussia Dortmund. In het seizoen 2014/15 maakte hij de overstap naar de jeugd van Bayern München. In het seizoen 2017/18 werd Götze opgenomen het eerste elftal van Bayern München maar speelde dat seizoen voornamelijk bij Bayern München II. Gelet op de weinige speelkansen maakte Götze op 1 juli 2018 de overstap naar Augsburg.

## Clubstatistieken
| Seizoen     | Club              | Competitie          | Competitie | Competitie | Beker | Beker | Internationaal | Internationaal | Totaal | Totaal |
| Seizoen     | Club              | Competitie          | Wed.       | Dlp.       | Wed.  | Dlp.  | Wed.           | Dlp.           | Wed.   | Dlp.   |
| ----------- | ----------------- | ------------------- | ---------- | ---------- | ----- | ----- | -------------- | -------------- | ------ | ------ |
| 2017/18     | Bayern München II | Regionalliga Bayern | 19         | 3          | 0     | 0     | —              | —              | 19     | 3      |
| 2018/19     | FC Augsburg       | Bundesliga          |            |            |       |       | —              | —              |        |        |
| Club totaal | Club totaal       | Club totaal         | 19         | 3          | 0     | 0     | 0              | 0              | 19     | 3      |

Bijgewerkt op 27 juli 2018
1 Dahmen ·
2 Gumny ·
3 Pedersen ·
4 Oxford ·
5 Matsima ·
6 Gouweleeuw  ·
7 Kabadayı ·
8 Rexhbeçaj ·
9 Essende ·
10 Maier ·
11 Wolf ·
13 Giannoulis ·
15 Mounié ·
16 Zesiger ·
17 Jakić ·
19 Onyeka ·
20 Claude-Maurice ·
21 Tietz ·
22 Labrović ·
24 Jensen ·
31 Schlotterbeck ·
32 Framberger ·
36 Kömür ·
37 Berisha ·
44 Koudossou ·
47 Banks ·
Coach: Thorup